# Tainted Money (film, 1914)
Pour plus de détails, voir Fiche technique et Distribution.
Tainted Money est un film muet américain réalisé par Burton L. King, sorti en 1914.

## Fiche technique
- Titre : Tainted Money
- Réalisation : Burton L. King
- Scénario : William Pigott
- Producteur :
- Société de production : Vitagraph Company of America
- Sociétés de distribution : General Film Company (États-Unis), Vitagraph Company (Royaume-Uni)
- Pays de production :  États-Unis
- Langue : Anglais
- Métrage : 600 m
- Format : Noir et blanc — 35 mm — 1,33:1 — Muet
- Genre : Film dramatique
- Durée : 20 minutes
- Date de sortie : 
  - États-Unis : 7 février 1914

## Distribution
- Charles Bennett : John Bennett
- Myrtle Gonzalez : Constance Bennett, la fille de John
- George Holt : David Spencer
- William Desmond Taylor : Jack Forsythe
- Loyola O'Connor : la mère de Jack